# ASL Airlines Belgium
Pour les articles homonymes, voir TNT.
ASL Airlines Belgium, anciennement TNT Airways, (code IATA : 3V ; code OACI : TAY) est une compagnie aérienne du groupe ASL Airlines Ireland, basée à l'aéroport de Liège en Belgique.

## Historique
TNT Airways, une filiale à part entière de TNT Express, fut fondée le 20 juillet 1999 en tant que compagnie principale du groupe pour exploiter le réseau de TNT Express depuis Liège. TNT possédait auparavant des accords charter ou operating avec des compagnies cargo mais a souhaité bénéficier d'une flotte propre à l'entreprise. L'entreprise opère toujours des vols grâce à des contrats de charters ou de wet lease mais ses lignes principales (les plus rentables) sont opérés par les appareils de sa compagnie.
En 2000, la compagnie met en service son premier Airbus A300B4F. Elle devient membre à part entière de l'IATA. Sa zone d'opération s'étend à la couverture mondiale.
En 2001, la compagnie obtient l'agrément TRTO (Type Rating Training Organization) lui permettant la formation interne des équipages pour l'A300, le BAe146 et étendue à la formation d'instructeurs et d'examinateurs. Elle est par ailleurs reconnue comme opérateur régulier par les autorités belges.
Le département américain des transports et de la FAA donnent leur feu vert à la compagnie pour mener des opérations avec une capacité intermodale entre les États-Unis et la Belgique en 2002. La licence de la Liege Airport Company (SAB) pour fournir des services de manutention au sol à des transporteurs tiers, (passagers ou fret) ainsi que l'agrément TRTO étendu au Boeing 747-400ERF sont également obtenus. La compagnie signe un accord de partage de codes avec China Southern pour un service quotidien de fret Boeing 747 entre Liège, Shanghai et Shenzhen.
En 2003, la compagnie met en service son premier Boeing 737-300. SF. KLM Engineering est chargée de la maintenance du Boeing 737-300SF de TNT Airways. Elle est reconnue conforme à JAR-Ops 1 (norme de sécurité européenne) et son AOC mis à jour à cette occasion. L'agrément TRTO s'étend pour inclure le Boeing 737-300.
L'année suivante, la compagnie obtient la permission d'opérer des vols commerciaux passagers, son AOC et sa licence changent. Elle obtient également l'agrément Cat III pour Boeing 737, opérations étendu aux services d'affrètement de passagers, qui commencent avec des vols vers des destinations méditerranéennes.

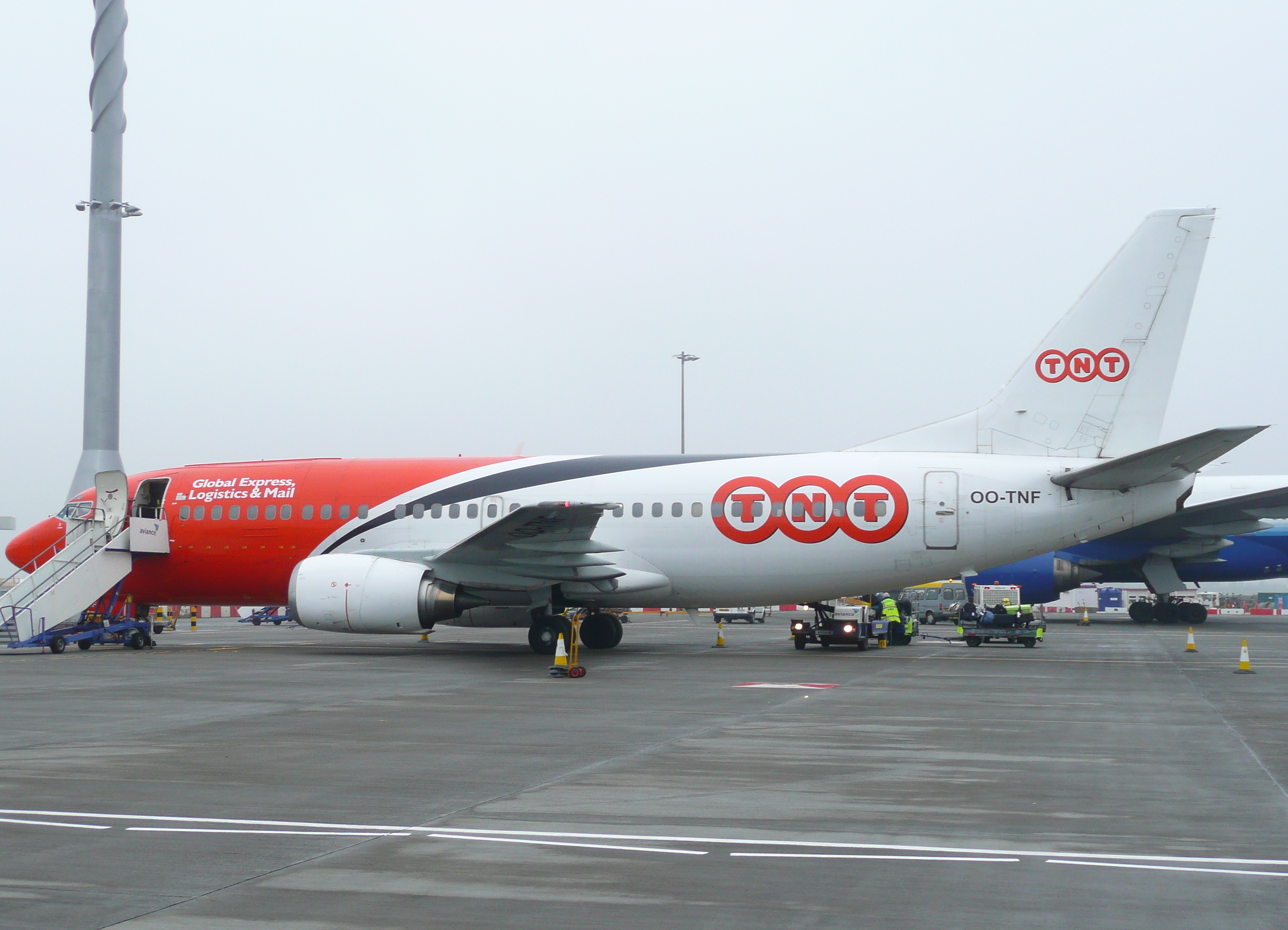
Boeing 737-300 (TNT Airways)

En 2005, un premier Boeing 737-300 en version passagers fait son entrée dans la flotte. Un premier Boeing 737-300QC (Quick-Change) est introduit dans la flotte.
TNT Airways ajoute un BAe 146 QC et un premier Boeing 747-400ERF en 2006.
À la date du 1er novembre 2009, TNT Airways se sépare de sa maintenance au profit d'une coentreprise détenue à 50 % par le groupe Sabena technics, l'autre moitié appartenant toujours à TNT Airways. Cette nouvelle société ainsi créée porte le nom de X-Air Services.
TNT effectuait des services cargo quotidiens vers environ 67 aéroports européens. L'ancienne société-mère TNT NV est cotée en bourse à Amsterdam.

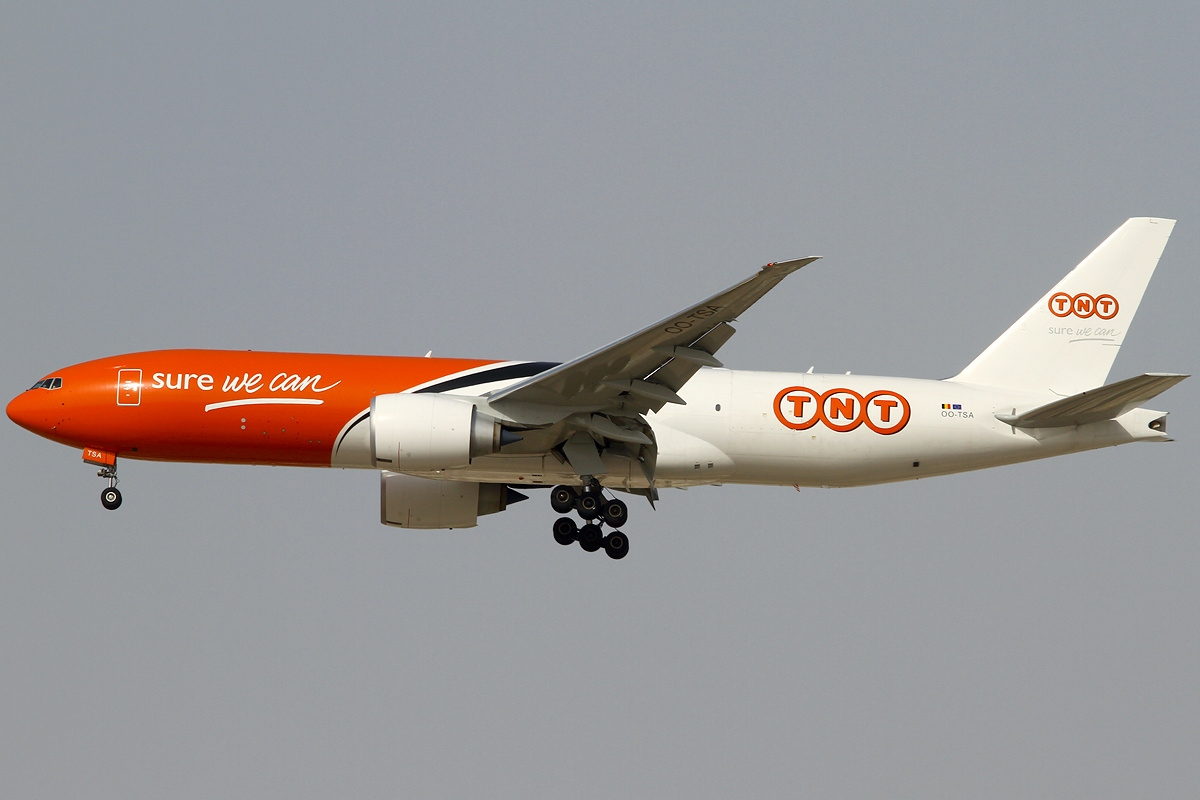
Boeing 777-FHT de TNT Airways

En 2010, le Boeing 777 fait son apparition dans la flotte. La société emploie en 2010 500 personnes dont 250 pilotes basés à Liège.
En janvier 2011, les deux divisions, TNT Post et TNT Express, se sont séparées pour créer deux sociétés distinctes. La scission est effective à partir du 1er mai.
TNT Airways signe un accord de partage de codes avec Emirates SkyCargo en 2012.

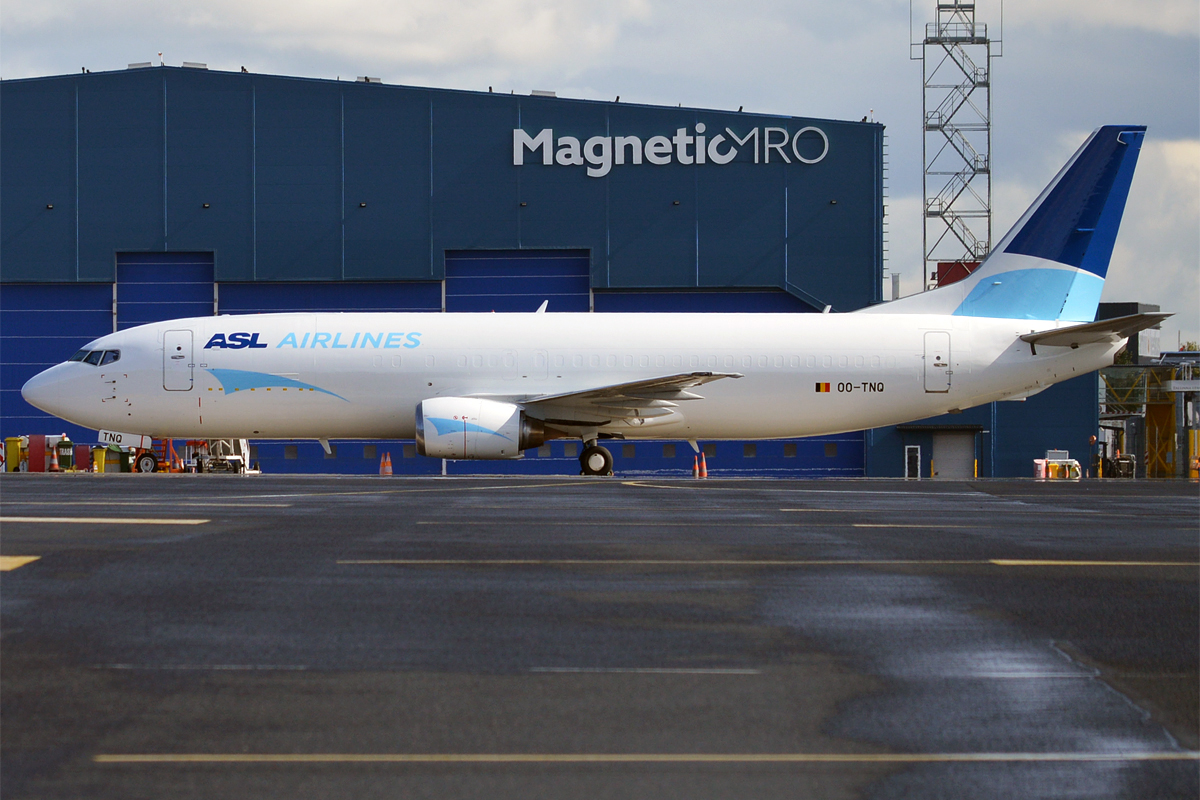
Boeing 737-4M0 BDSF (OO-TNQ) d'ASL Airlines Belgium,

Le 25 mai 2016, le Groupe ASL Aviation acquiert les activités de transport aérien de TNT Express, composées des compagnies TNT Airways (Belgique) et Pan Air Líneas Aéreas (Espagne). Les deux compagnies aériennes seront respectivement renommées ASL Airlines Belgium et ASL Airlines Spain.
L'identité visuelle de TNT Airways laisse place à celle du groupe ASL AIrlines. Ainsi, un nouveau logo et une nouvelle livrée sont visibles sur les avions d'ASL Airlines Belgium. Celle-ci est identique à toutes les filières de la compagnie mère ASL Airlines Ireland, le pays changeant uniquement d'une filière à l'autre.

## Identité

TNT Airways S.A.Logo
Logo d'ASL Airlines Belgium à partir de 2016

## Flotte

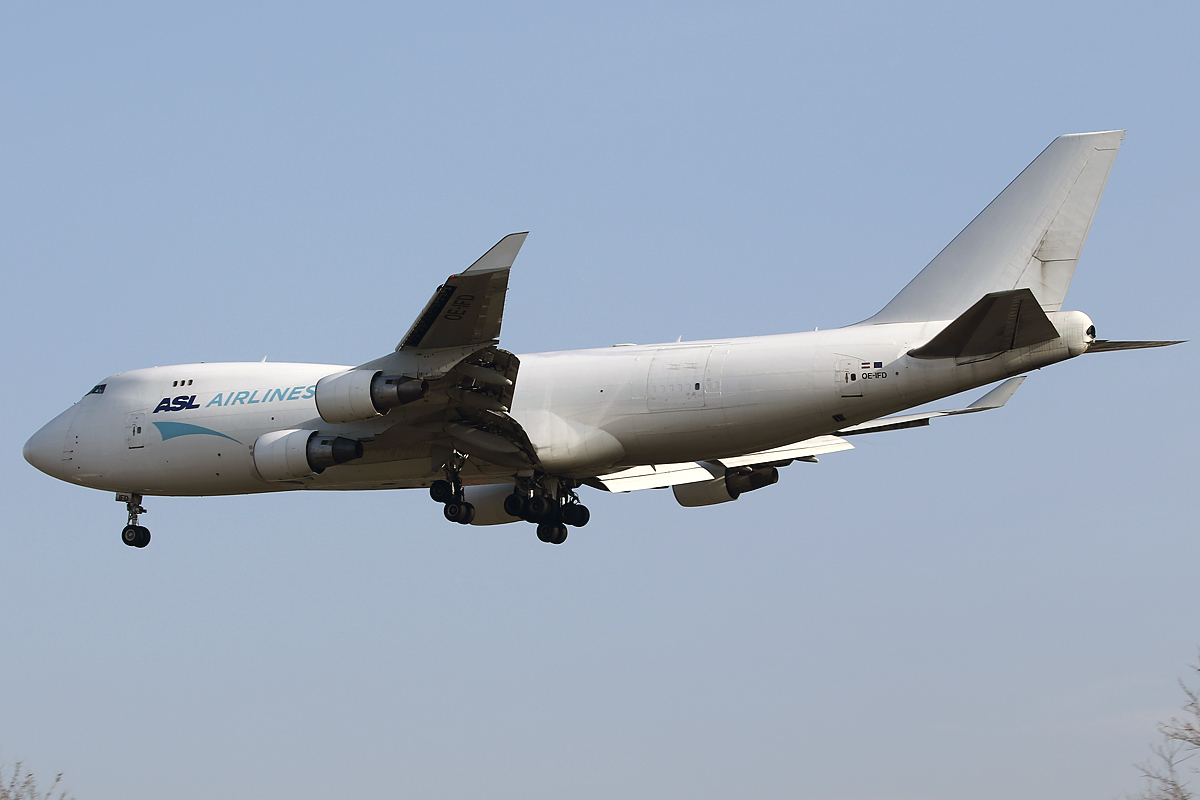
Boeing 747-400 (OE-IFD) d'ASl Airlines Berlgium

La flotte de TNT Airways est composée des appareils suivants au mois de mars 2023:
| Appareils         | En service | Commande | Notes                                    |
| ----------------- | ---------- | -------- | ---------------------------------------- |
| Boeing 737-400SF  | 17         | —        |                                          |
| Boeing 737-800BCF | 12         | -        | En commande pour remplacer les 737-400SF |
| Boeing 747-400ERF | 5          | -        |                                          |
| Total             | 36         | -        |                                          |

Des BAe 146-300QT de Panair (compagnie espagnole) volent également sous la livrée d'ASL Airlines.
Le premier Boeing 747-400ERF (OO-THA) de TNT est arrivé dans la soirée du 21 décembre 2006 à l'aéroport de Liège.

## Flotte Historique
- Airbus A300B4-203F
- Bae 146-200QT
- Bae 146-200QC
- Bae 146-300QT
- Boeing 737-300QC
- Boeing 777-200F

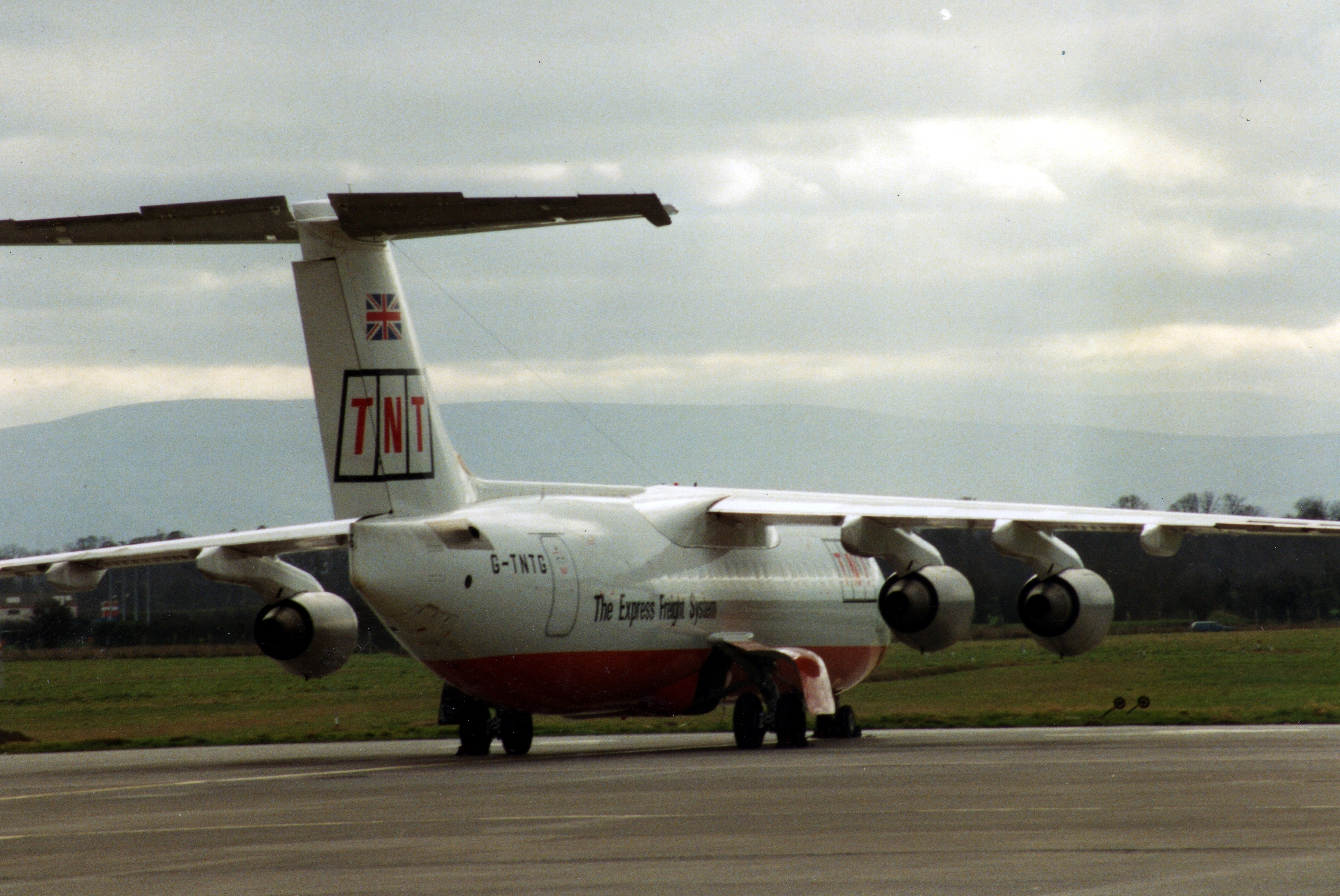
BAe 146 TNT Airways (1993)

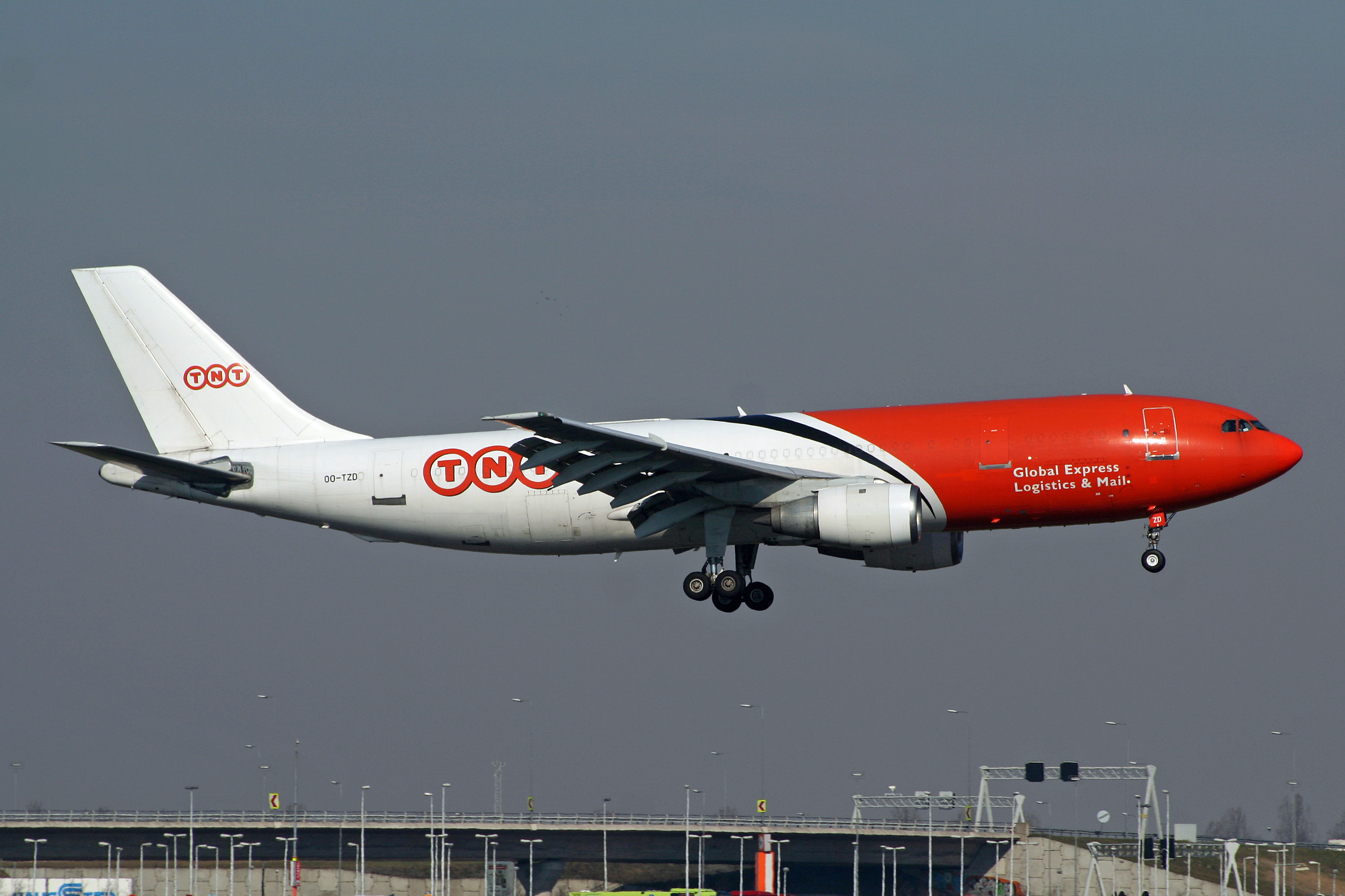
Airbus A300 (OO-TZD)

En janvier 2009, à la suite d'un coût excessif de maintenance et de la crise économique qui s'abat sur le monde entier, TNT décide de se séparer de ses Airbus A300.

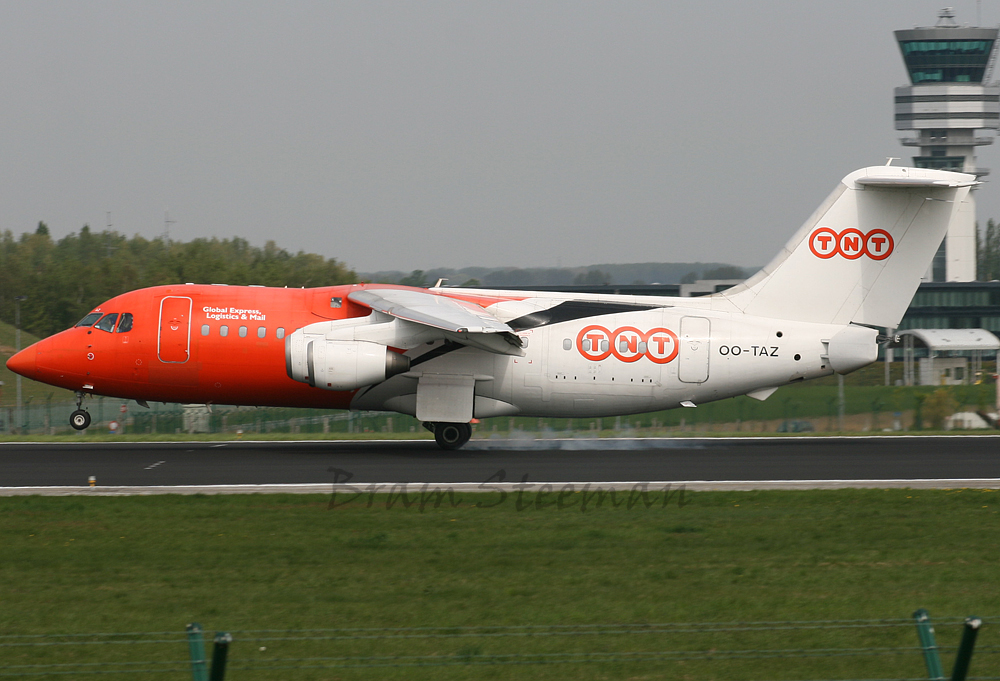
BAE 146 (OO-TAZ)
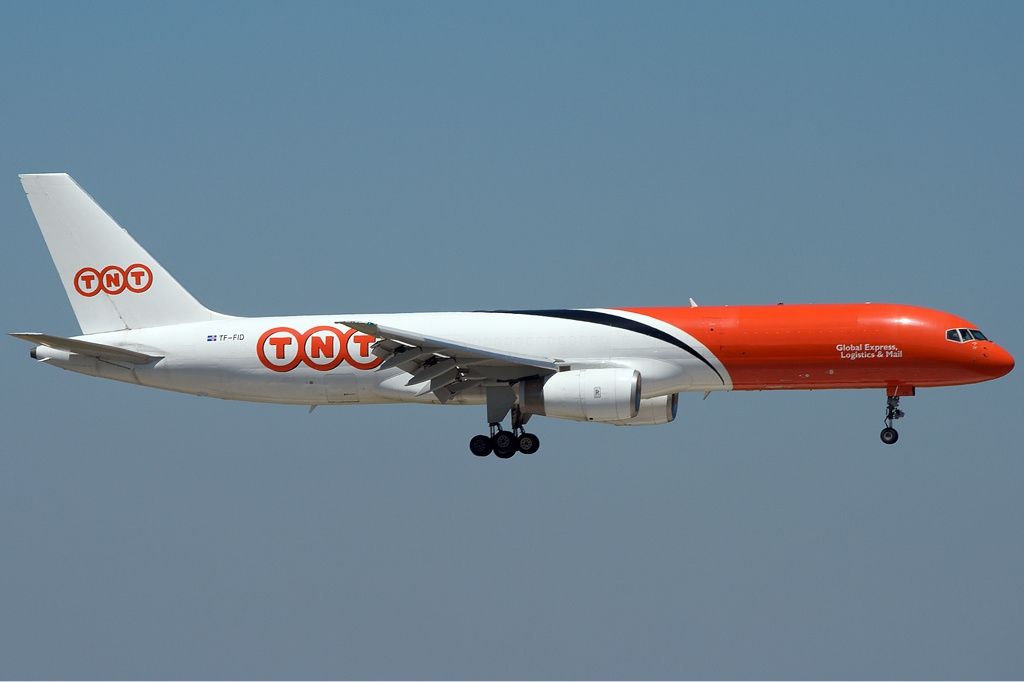
Boeing 757-200
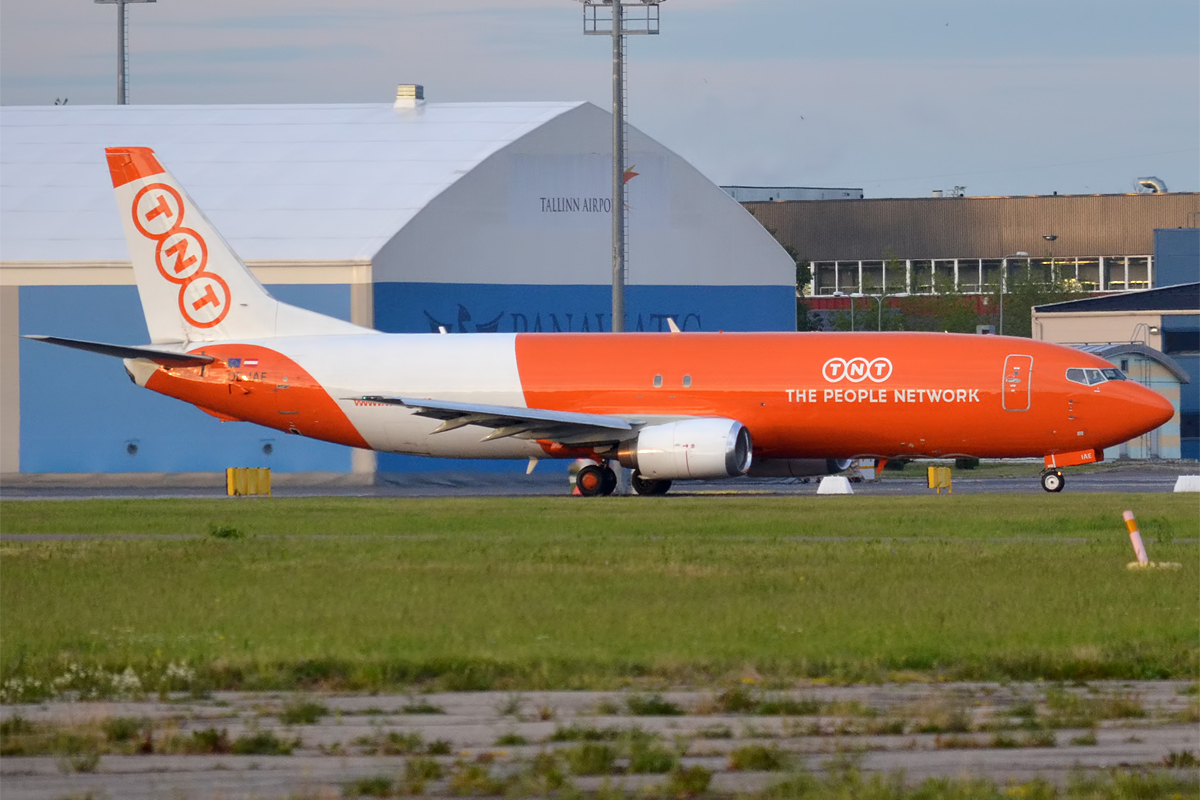
Boeing 737-4Q8 SF immatriculé OE-IAE

## Accident
Le 15 juin 2006, le Boeing 737-300 cargo du vol TNT Airways 325N assure la liaison entre Liège et Stansted par de mauvaises conditions météo. Lors de l'approche finale, le pilote automatique est débranché pendant une courte période. L'avion se pose sur l'herbe à gauche de la piste, le train d'atterrissage droit se détache et l'extrémité de l'aile droite ainsi que le moteur touchent le sol. L'équipage parvient à redécoller puis est dérouté d'urgence vers l'aéroport de Birmingham. Le Boeing se pose alors sur le train d'atterrissage avant et le train d'atterrissage gauche uniquement, l'appareil est éraflé sur son nez et le moteur droit. Aucun des deux pilotes n'est blessé, mais des milliers de passagers ont dû être transférés vers d'autres aéroports, le temps de dégager l'avion de la piste. Le rapport d'enquête met avant que les informations du contrôle aérien ont été mal interprétées par les pilotes, provoquant une descente trop rapide de l'avion. Le système de pilotage automatique a été débranché en raison d'une « défaillance momentanée ». Selon la compagnie aérienne, les membres de l'équipage ont géré la situation avec compétence une fois l'erreur détectée, cependant ils ont été licenciés à la suite de l'incident.

## Galerie

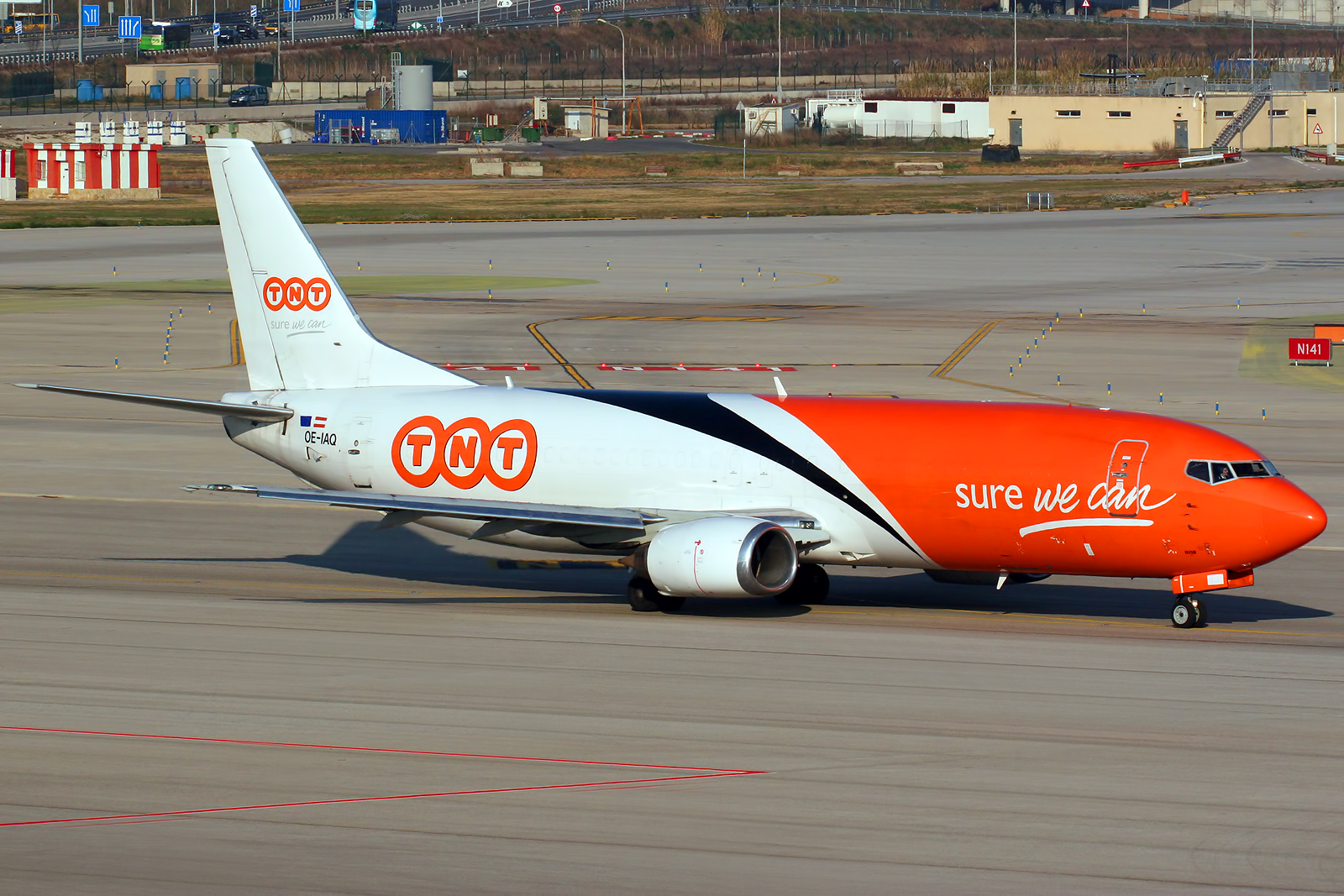
Boeing 737-4M0(SF) de TNT (OE-IAQ)
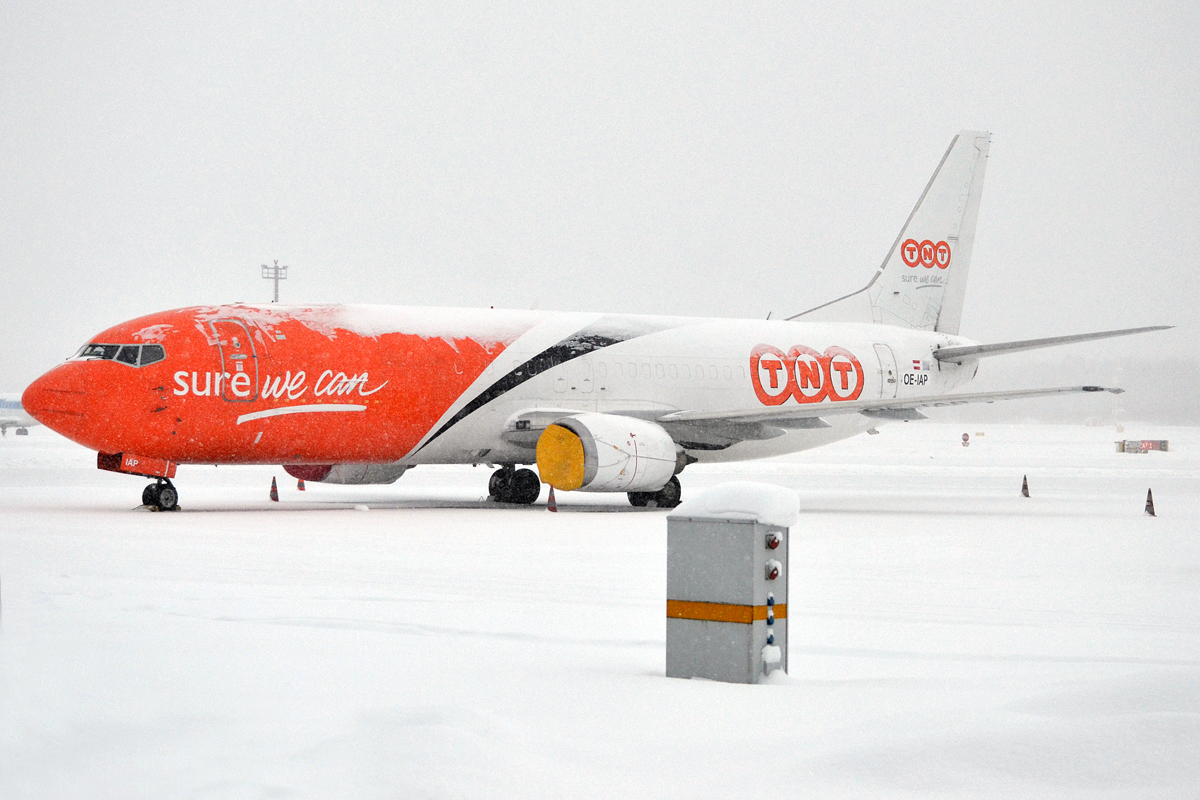
TNT Airways, OE-IAP, Boeing 737-4M0 BDSF
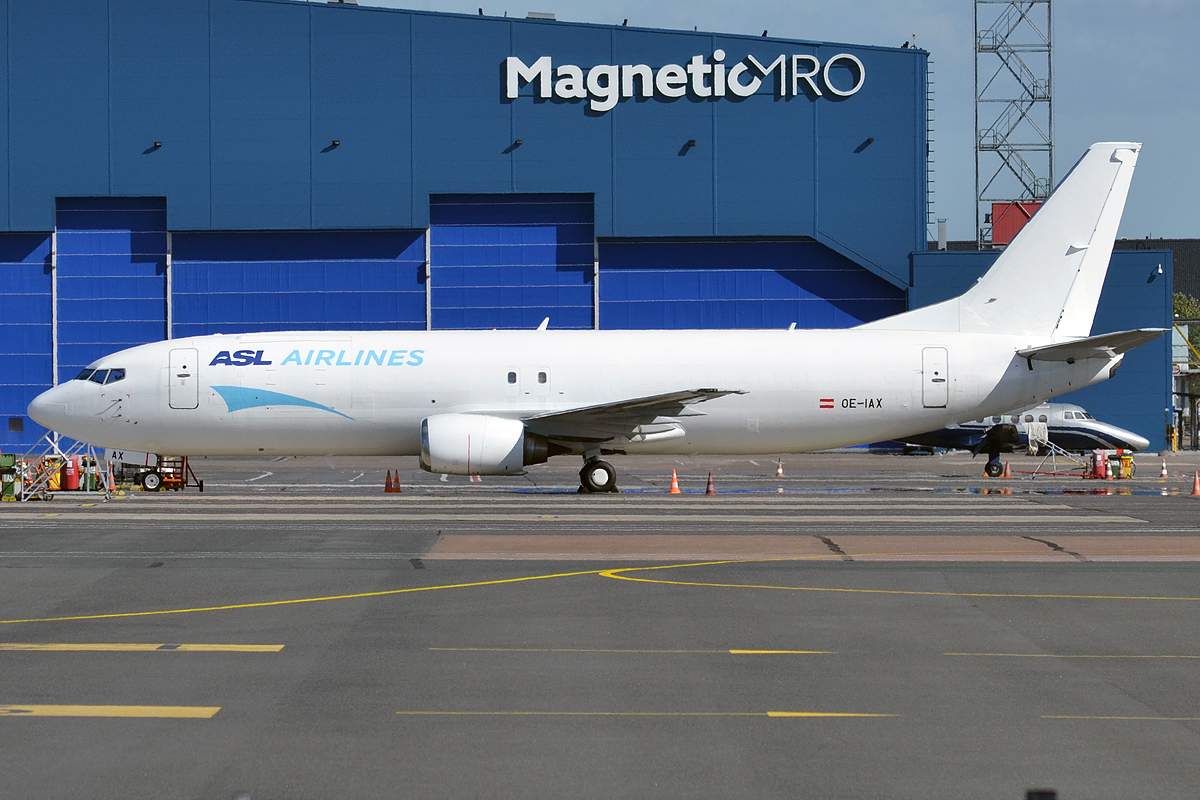
ASL Airlines, OE-IAX, Boeing 737-4M0 BDSF